# Betschwanden
Betschwanden é uma comuna da Suíça, no Cantão Glaris, com cerca de 177 habitantes. Estende-se por uma área de 9,74 km², de densidade populacional de 18 hab/km². Confina com as seguintes comunas: Braunwald, Elm, Linthal, Luchsingen, Rüti.
A língua oficial nesta comuna é o Alemão.